# التفهیم

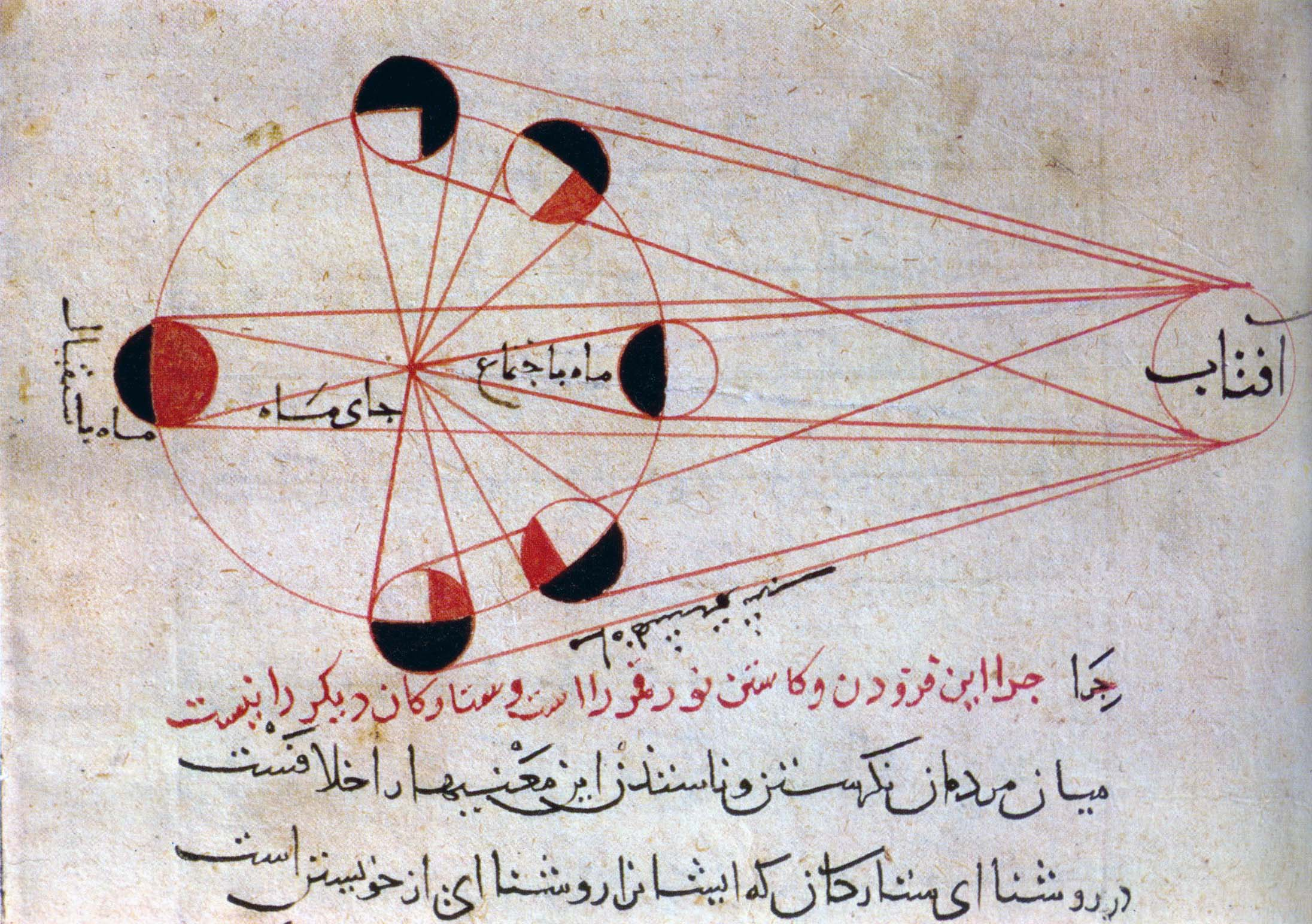
«چرا این فزودن و کاستن نور قمر را است و ستارگان دیگر را نیست؟ میان مردمان نگرستن و ناستادن این معنی‌ها را خلاف‌است، در روشنایی ستارگان که ایشان‌را روشنایی از خویشتن است» شماری از گام‌های ماه کتاب التَّفهیم (ابوریحان بیرونی)

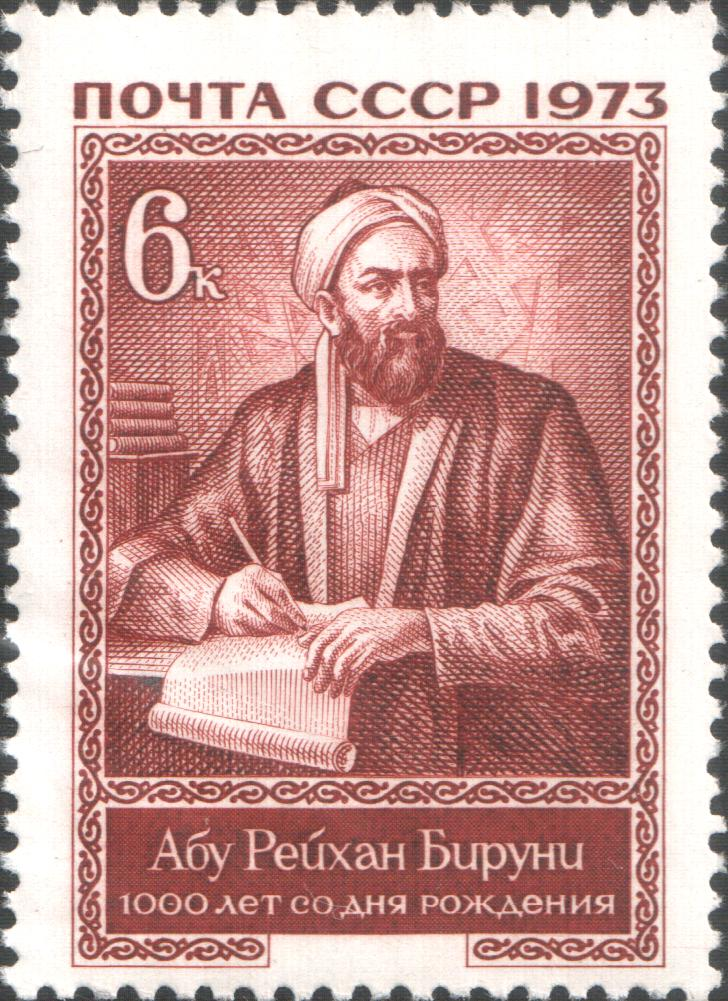
تمبر پستی بمناسبت هزار و پنجاهمین سالروز بیرونی

التَّفهیم (یا التَّفهیم لِأَوائلِ صناعة التَّنجیم)، کتابی به زبان فارسی است که ابوریحان بیرونی در آغاز سدهٔ پنجم نوشته و هفتاد سال پس از مرگش، محمدبن جورابی آماده و پاک‌نویس کرده است. متن فارسی کتاب را بیرونی به نام «ریحانه» دختر حسین خوارزمی نوشته است (حدود ۴۲۰ هجری قمری). التفهیم، نخستین کتاب فارسی است که در مورد ستاره‌شناسی و هندسه و حساب نوشته شده و از آنجا که نویسندهٔ آن یکی از دانشوران سرشناس است، اهمیت بسیار دارد.
پژوهشگر نامی تاریخ ریاضیات، ابوالقاسم قربانی، فهرستی از ۲۰۰ اصطلاح ریاضی این کتاب با معادل انگلیسی و شرح آن‌ها را تهیه کرده است. ابوریحان بیرونی در کتاب التفهیم، از خلیج فارس با عنوان دریای پارس یاد کرده، و به «جشن بهاری زنان» (سپندارَ مزگان) نیز اشاره نموده است.
این کتاب در فهرست میراث مستند برنامه حافظه جهانی یونسکو ثبت شده است.

## زبان
این اثر تنها کتاب فارسی موجود از ابوریحان بیرونی است و متن عربی آن نیز موجود است.
اینکه متن فارسی، ترجمهٔ متن عربی است یا بعکس، دقیقاً مشخص نیست. به نظر محمد قزوینی خود بیرونی هر دو متن را تألیف کرده است.
به نظر آقابزرگ تهرانی، بیرونی متن فارسی را در سال ۴۲۰ قمری و متن عربی را یک سال بعد نوشته است، اما به نظر جلال همائی متن عربی بر فارسی مقدّم بوده و خود بیرونی آن را به فارسی ترجمه کرده است.
بیرونی کتاب التفهیم را در غزنه و به هنگام پادشاهی محمود غزنوی نوشته اشت اما بر عکس چندین کتاب مشهور خود به هیچ‌یک از پادشاهان غزنوی اهدا نکرده است.

## بخش‌های کتاب
ابوریحان بیرونی در کتاب التفهیم تلاش کرده مقدمات علوم ریاضی و نجوم را به زبان ساده‌ای (ساده، نسبت به اثر دیگرش کتاب قانون مسعودی)، بیان کند و مخاطبان او نیز نوجوانانی هستند که با این علوم آشنایی چندانی ندارند.
کتاب التفهیم از ۵۳۰ پرسش و پاسخ تشکیل شده و چهار بخش دارد:
هندسه، حساب (شمار)، نجوم (صورت عالم)، و احکام نجوم (تنجیم)
در مقدمهٔ کتاب چنین آمده است:
پرسش‌های یکم تا هفتاد و یکم دربارهٔ هندسه؛ پرسش‌های هفتادودوم تا صدونوزدهم دربارهٔ حساب؛ سؤال‌های صد و بیست تا دویست و سی و شش دربارهٔ نجوم (هیئت)؛ از دویست و سی و هفت تا دویست و چهل و یک در مبحث جغرافیا؛ پرسش‌های دویست و چهل و دو تا دویست و شصت و هفت مجدداً دربارهٔ نجوم (هیئت)؛ سؤال‌های دویست و شصت و هشت تا سیصد و بیست و سه در مورد گاه‌شمار، از سیصد و بیست و چهار تا سیصد و چهل و شش دربارهٔ اسطرلاب و بخش پایانی یعنی از ۳۴۷ تا ۵۳۰ مربوط به احکام نجوم است…
بیرونی در کتاب التفهیم، خطوط موازی را تعریف کرده است. وی در این کتاب نقشهٔ جهانی را هم ترسیم کرده که اگر چه جزء نخستین نقشه‌های عالم اسلام نیست، اما بعضی نکات برای نخستین بار در آن آمده است.

## تاریخچه کتاب

قدیمی‌ترین نسخهٔ خطی متن عربی التفهیم (کتابت ۵۷۳) در کتابخانهٔ چستربیتی در ایرلند نگهداری می‌شود. نسخهٔ مورَّخ ۶۵۸ متعلق به کتابخانهٔ کاما در بمبئی را هم قدیمی‌ترین دست‌نویس متن فارسی معرفی کرده‌اند؛ اما نسخه‌ای خطی مورَّخ پنجشنبه ۶ صفر ۵۳۸ با شماره نسخهٔ ۲۱۳۲ به زبان فارسی در کتابخانهٔ مجلس شورای اسلامی در تهران موجود است. نسخهٔ ۲۱۳۲ مجلس با این که یک نسخهٔ کامل است، اما اشکالاتی در رسم تصاویر و شکل‌های نجومی دارد.
متن عربی التفهیم را نخستین بار در ۱۳۱۳ ش / ۱۹۳۴ رمزی رایت به صورت عکسی همراه ترجمهٔ انگلیسی آن چاپ کرد. این چاپ بر اساس نسخهٔ خطی متن عربی مورخ ۸۳۹ است که در کتابخانهٔ موزهٔ بریتانیا نگهداری می‌شود.
متن فارسی را جلال الدین همائی در ۱۳۱۸ ش با مقدمه و توضیحات مفصّل در تهران چاپ کرد. در این چاپ، کتاب برای نخستین بار به پنج باب (با احتساب بخش مربوط به اسطرلاب به عنوان باب مستقل) تقسیم شده اما چاپ عربی هیچ‌گونه تقسیم‌بندی بر اساس باب ندارد.
در سال ۱۳۵۲ ش / ۱۹۷۳، عاصموف متن فارسی را به خط سیریل تاجیکی در شهر دوشنبه چاپ کرد. این چاپ، به تقلید از چاپ جلال الدین همائی، به پنج باب تقسیم شده است.
در ۱۳۵۴ ش / ۱۹۷۵ ترجمهٔ روسی روزنفلد و احمداُف از التفهیم در تاشکند منتشر شد. در این چاپ هم از چاپ فارسی جلال الدین همائی و هم از چاپ عربی استفاده شده است.
التفهیم به ایتالیایی نیز ترجمه شده، ولی هنوز انتشار نیافته است. تحقیقات زیادی نیز به زبانهای مختلف دربارهٔ التفهیم انجام شده است که ضمن آنها بخشهایی از کتاب به آلمانی و روسی، پیش از انتشار ترجمهٔ روزنفلد و احمداُف، ترجمه شده است.

## التفهیم پُر از واژه‌های فارسی است
اگرچه واژه‌های سانسکریت هم در التفهیم وجود دارد که عموماً اصطلاحات نجومی، نام ماه‌ها و بعضی نام‌های جغرافیایی است، اما، ابوریحان کوشیده است در این کتاب تا آنجا که ممکن است از واژگان موجود فارسی استفاده کند.
غالب این واژگان عینأ اصطلاحاتی است که از اواخر روزگار ساسانی در اخترشناسی و ریاضیات وجود داشته است، مانند: «پُری» یا «پُرماهی» برای توصیف حالتها و نور ماه، «بهر» و «بهره» به معنی قسمت و بخش…
هرچند کتاب التفهیم در دوره‌ای نوشته شده است که آغاز دگردیسی ادبی و طلیعه سبک دوره غزنوی و سلجوقی است، لکن به‌خوبی پیدا است که ابوریحان زیر بارِ نوگرایی عصر نرفته و کتاب خود را به سبک قدیم یعنی به همان سادگی و استحکام و پربودن از واژگان فارسی و کاربرد افعال کامل و تمام قدیم بنا کرده و نگاشته است.
شیوایی تعبیر، استواری اسلوب، زیبایی و رسایی الفاظ و عبارات، پختگی و سختگیِ معانی، سند اعتبار و استواریِ مطالب کتاب در تاریخ و آداب و رسوم و روزهای معروف و طرزِ گاهشماریِ ایرانیان می‌باشد.
به نظر ابوالقاسم قربانی، اگر تمام جهات کتاب را در نظر بگیریم، ازجمله مواضع علمی بودن، فواید تاریخی، قدمت، صحت و اعتبار مطالب و اهمیت ادبی آن، کتاب التفهیم بزرگ‌ترین و بهترین یادگارهای فارسی در سراسر آثار فارسی بعد از اسلام است که نمی‌توان هیچ نظیر و مانندی برای آن یافت.

## برابرهای فارسی در کتاب التفهیم
- آغازیدن (شروع کردن)
- آماس (ورم)
- آمده (حاصل شده)
- شمار (حساب)
- ستاره‌شمار (منجم)
- اندیشیدن (تفکر)
- بایست‌ها (شروط)
- بد بزرگ (نحس اکبر)
- بد خرد (نحس اصغر)
- بسیار پهلو (کثیر الاضلاع)
- پنجه (خمسه)
- پهلو (ضلع)
- تابستانی (صیفی)
- تابش (شعاع)
- چهارپهلو (چهارضلعی)
- خرچنگ (سرطان)
- خرس بزرگ (دب اکبر)
- خوشه (سنبله)
- دهگان (عشرات)
- راست‌پای (متساوی‌الساقین)
- راست‌پهلو (متساوی الاضلاع)
- راست‌زاویه (قائم الزاویه)
- زمین‌لرز (زلزله)
- ژرف‌نگر (عمیق النظر و پرفکر و پرمغز)
- کاریز (قنات)
- پالیز، جالیز، جیلیز = باغ گل و میوه
- کرانه (ساحل)
- کژدم (عقرب)
- گرمابه (حمام)
- نیاکان (اجداد)
- همچند (مساوی)

## شماری از پرسش و پاسخ‌ها در کتاب التفهیم

ابوریحان بیرونی در بخش هندسه کتاب التفهیم، هنگام تعریف اصطلاح‌هایی مانند جسم، سطح، خط و نقطه، آگاهانه از ترتیب رعایت شده در کتاب هندسه اقلیدس پیروی نمی‌کند تا بتواند مفهوم‌ها را برای نوآموزان هندسه به‌خوبی و سادگی شرح دهد.

### هندسه چیست؟
دانستن اندازه‌ها و چندی یک از دیگر و خاصیت صورت‌ها و شکل‌ها که اندر جسم موجود است.

### جسم چیست؟
آن چیز است که یافته شود به بسودن و قائم بودن به تن خویش و جایگاه خویش پُرکرده دارد و چیزی دیگر از آنک مانندهٔ او بود، با وی اندر جایگاه او نتواند بودن.

### بعدهای جایگاه چه چیزند؟
سه گونه‌اند یکی درازا و دیگری پهنا و سه دیگر ژرفا؛ و چنان نیست که نام درازا بر بُعدی اوفتد و بر دیگران نتواند اوفتادن، لکن این نام‌ها باضافت نهاده‌اند. هر گاه که یکی را از آن بُعدها طول نام کنی آن دیگر که بر او گردد، عرض نام شود و آن سه دیگر که بر هر دو گردد، آن را عمق خوانند؛ و عادت مردمان چنان رفته است که درازترین بُعدی را طول نام کنند، ای درازا؛ و آنک از او کمتر است، او را عرض نام کنند، ای پهنا؛ و سه دیگر را عمق نام کنند، ای ژرفا؛ و اگر بلندی بود سمک گویند، ای بالا.

### شش جهت کدامند؟
آن نهایت‌های سه بعدند که گفتیم از دو جانب؛ و یکی از نهایت‌های طول، پیش نام است و دیگر پس؛ و یکی از نهایت‌های عرض، راست و دیگر چپ؛ و یکی از نهایت‌های عمق، زیر و دیگر زبر.

### سطح چیست؟
جسم ناچار بی‌نهایت نبود به همه سوها و نهایت او سطح است و این نام را از بام خانه گرفته‌اند و نیز او را بسیط گویند یعنی گستریده، ازیراک سطح بر جسم گسترده است.

### خط چیست؟
اگر بسیط را نهایت باشد، آن نهایت او ناچاره خطی باشد و آن خط طولی باشد بی عرض. اگر خط را پهنا بودی سطح بودی و ما او را نهایت سطح نهادیم نه سطح؛ و صورت بستن این خط آسان شود به نگریستن از برون شیشه‌ای که در آن آب و روغن کرده باشند.

### نقطه چیست؟
چون خط را نهایت باشد نهایت او نقطه بود؛ و بدان که نقطه را نه طول است و نه عرض و نه عمق و او نهایت همه نهایت‌هاست.

### سطح راست و خط راست کدامند؟
اما سطح راست کوتاهترین سطح است اندر میان دو خط که نهایت اویند و خط راست کوتاهترین خط است میان دو نقطه که نهایت اویند.

### زاویه چیست؟
سپری شدن سطح بود و رسیدن او به نقطه‌ای که گرد بر گرد او دو خط باشد یک با دیگر پیوسته نه بر راستی ایشان.

### شکل چیست؟
صورتی بود که گرد بر گرد او یک خط باشد یا بیشتر.

### دایره چیست؟
شکلی است بر سطحی که گرد بر گرد او خطی بود که نام او محیط است و دور نیز خوانند و به میان او نقطه‌ای است که او را مرکز گویند و همه خط‌های راست که از مرکز بیرون آیند و به محیط رسند، همچند یکدیگر باشند راست.

### قطر و وتر کدامند؟
هر خطی راست که اندر دایره بر مرکز گذرد و به هر دو سر به محیط رسد او را قطر خوانند؛ و این قطر مر دایره را به دو نیم کند راست و اگر بر مرکز نگذرد او را وتر خوانند و دایره را به دو پاره مختلف کند. و…

### یکی چیست؟
آنست که یگانگی بر او افتد و بدو نام زده شود؛ و از تمامی وی آنست که کمی و بیشی نپذیرد و از حال خویش به ضرب و قسمت نگردد و اندر قوت همه عددهاست و همه خاصیتهای ایشان.

### یکی چگونه پاره می‌شود و به چند پاره؟
اما یکی حقیقی پاره نمی‌شود که اگر پاره شود یکی نبود بلکه آن پاره‌ها بود؛ و منجمان این یکی را که درجه است اندر صناعت خویش به شست پاره کردند باریکتر از درجه‌ها و آن را دقیقه نام کردند؛ و همچنان عادت مردمان بر این رفت تا درم را به شست پشیز کردند؛ و آنگاه هر دقیقه را به شست ثانیه کردند، یعنی دوم بار.

### عدد چیست؟
جمله ایست از یک‌ها گرد آمده؛ و از این جهت یکی را از عدد بیرون آوردند و گفتند که عدد نیست، زیرا که جمله نیست.

### عددهای طبیعی کدامند؟
انند که ابتدا از یکی کنند و زیادت یک یک همی‌کنند چون ۱، ۲ ٫۳ ،۴ ،۵ و آن را عددهای متوالی خوانند، ای یک از پس دیگر.

### زوج چیست؟
زوج جفت بود و این آن عدد است که بدو پاره ماننده یکدگر توان کردن، ای دو نیم.

### فرد چیست؟
فرد طاق بود و این آنست که بدو نیم نتوان کردن تا شکسته باوی یاد نکنی

### عددهای مشترک کدام است؟
مشترک آن باشد که عددی ایشان را بشمرد چون ۱۵، ۲۵، ۳۰ که پنج ایشان را بشمرد. پس همبازی ایشان بدان جزو است که همنام پنج است، ای پنجیک؛ و هر یک پنجیک دارد.

### عدد تام کدام است؟
آنست که اجزای او جمله کنی همچند او باشند. چون شش که او را سه نیمه بود، و دو سه یک و یکی شش یک. چون جمله کنی شش باشد. و…
باب سوم: حال‌های آسمان و زمین

### فلک چیست؟

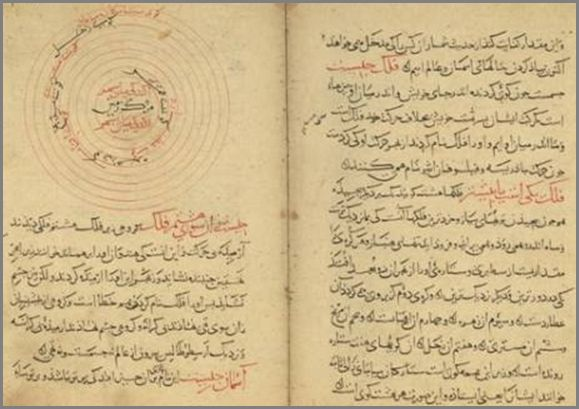
فلک چیست؟ آسمان چیست؟ فلک یکی است یا بیشتر؟ صفحه ۳۳ کتاب «التَّفهیم لِأَوائلِ صناعة التَّنجیم» ابوریحان بیرونی

جسمی است چون گوی گردنده اندر جای خویش؛ و اندر میان او چیزهاست که حرکت ایشان به‌سرشت خویش بخلاف حرکت فلک است و ما اندر میان اوییم؛ و او را فلک نام کردند از بهر حرکت او که کرده است همچون حرکت بادریسه؛ و فیلسوفان او را اثیر نام همی‌کنند.

### فلک یکی است یا بیشتر؟
فلک‌ها هشت گوی‌اند یک بر دیگر پیچیده، همچون پیچیدن توی‌های پیاز؛ و خردترین فلک‌ها آنست که به ما نزدیکتر است و ماه اندر او همی‌رود و همی برآید و فرود آید تنها بی‌هنباز؛ و هر کره‌ای را مقداریست از ستبری؛ و ستاره او را از بهر آن دو بعد اوفتد، یکی در دورترین و دیگر نزدیکترین؛ و کره دوم که زبر وی همی‌گردد، آن عطارد است؛ و سوم آن زهره است؛ و چهارم آن آفتاب است؛ و پنجم آن مریخ؛ و ششم آن مشتری؛ و هفتم آن زحل. این گوی‌های هفت ستاره رونده‌اند. و…

### ستاره ایستاده و رونده چیست؟
ستارگان ایستاده آنند که بر همهٔ آسمان‌ها پراکنده‌اند و دوری ایشان همیشه یکسانست، چنان‌که یکی به دیگر نزدیکتر و دورتر نشوند؛ و به پارسی ایشان را بیابانی خوانند؛ زیرا که گمشده بدان راه بازیابد به بیابان و دریا اندر؛ و ستارگان رونده آن هفت اند که هر یکی کرده‌ای دارند جداگانه؛ و این روندگان یک بدیگر و به ثابته نزدیک همی‌شوند و دور همی‌شوند. گاه از جهت جای و گاه از جهت برابری. و…

### سپیده و شفق چیست؟
شب به حقیقت بودن ماست اندر تاریکی سایهٔ زمین، چون آفتاب از ما غایب باشد زیر افق؛ و چون نزدیک آید ببر آمدن آن شعاع‌های او را که گرد بر گرد سایه است نخست ببینیم؛ و آن سپیده بود به مشرق که طلایهٔ آفتاب است؛ و شفق سوی مغرب ساقه شعاع آفتاب است از پس او. اما به مشرق نخست سپیدی برآید از پس سحر، دراز بدیدار و تیز سر و به بالا؛ و او را صبح دروغین گویند که بر وی هیچ حکم نبندد اندر شریعت؛ و او را به دنبال گرگ از بهر درازی و باریکی و راستی تشبیه کنند؛ و دیر نماند این صبح. آنگاه از پس او سپیده دمد بر پهنا و بر افق بپراکند؛ و وقت نمار بامدادین ازوست؛ و حرام شدن طعام بر روزه‌داران آنگاه بود؛ و از پس آن افق سرخ شود چون آفتاب نزدیک آید و روشنایی او بر آن تیرگی‌ها افتد که نزدیک زمین‌اند از بخار وز گرد. و…

### صورت‌های جنوبی کدامند؟
نخستین صورت قطیس و این جانوری است در دریای و دو دست دارد و دنبالش چون آن مرغ؛ و دوم صورت جبار، ای بزرگ‌منش. چون مردی است کمر شمشیر بسته؛ و سوم صورت نهر، ای جوی؛ و دور او پیچهاست؛ و چهارم صورت ارنب، ای خرگوش؛ و پنجم صورت کلب اکبر، ای سگ بزرگ؛ و ششم صورت کلب مقدم، ای سگ پیشین؛ و هفتم صورت شجاع، ای مار باریک دراز؛ و هشتم صورت سفینه، ای کشتی؛ و نهم صورت کاس، ای جام؛ و دهم صورت غراب، ای کلاغ. و…

### چه چیز است کسوف قمر؟
چون زمین جسمی است تیره و تاریک که بصر بر وی نگذرد و همیشه روشنایی آفتاب بر وی افتاده از یکسو، ناچاره بدیگر سو برابر آفتاب او را سایه بود. قیاس بر جسمهای کثیف و تیره که میان چراغ بوند و میان پای دیوارها که روشنایی آن چراغ بر وی همی‌افتد. ولکن زمین کره است، پس سایه او نیز گرد است و بر منطقه البروج عرض نبود سوی شمال یا جنوب، گذشتن او بضرورت بر دایرهٔ سایهٔ زمین بود؛ و میان او و میان آفتاب زمین اندر آید و آن روشنایی را ببرد که از آفتاب بدو همی‌رسد، پس قمر بلون خویش بماند بی‌روشنایی؛ و آن گرفتن او بود. و…

### چیست کسوف شمس؟
قمر به آخر ماه تازی بامدادان باریک بود وز آفتاب سیو مغرب؛ و بازهم بدان باریکی پدید آید شبانگاه چون ماه تازی دیگر نو گردد وز آفتاب سوی مشرق شود؛ و تا از مغرب آفتاب به مشرق شود ناچاره بر وی بگذرد. این گذشتن اگر بر آن نهاد بود که میان آفتاب و میان بصر ما باشد، او را از ما بپوشاند یا همه یا پاره‌ای. پس آن سیاهی کسوف که بر آفتاب دیده آید، آن تن قمر است بلون خویش که آفتاب را از ما بپوشد.

### مهرگان چیست؟
شانزدهم روز است از مهرماه و نامش مهر؛ و اندرین روز افریدون ظفر یافت بر بیوراسب‌جادو آنک معروف است به ضحاک؛ و به کوه دماوند بازداشت؛ و روزها که سپس مهرگان است همه جشن‌اند بر کردار آنچ از پس نوروز بود؛ و ششم آن مهرگان بزرگ بود و رام روز نام است و بدین دانندش.

### اندر دفتر سال چه بُوَد؟
این دفتر سال بر ماه و سال پارسی کرده همی‌آید از بهر آسانی و خوبی تقدیر؛ و او را نیز تقویم خوانند؛ زیرا که هرچ برابر هر روزی نهاده است اندرو همه راست کرده و درست است…

## تأثیرات کتاب التفهیم
اگرچه در نهضت ترجمه متون علمی از عربی به زبان لاتین (قرنهای ششم و هفتم) آثار ابوریحان بیرونی به لاتینی ترجمه نشد و تنها ابن ابی اصیبعه چند سطر به وی اختصاص داده است، با اینحال التفهیم محلّ توجه بسیاری از دانشمندان و ستاره شناسان پس از بیرونی قرار گرفت و نام آن، یا عباراتی از آن به بسیاری از کتابهای علمی راه یافت.
شهمردان بن ابی الخیر (شهمردان رازی) در روضة المنجمین (ص ۷۷)، که کمتر از نیم قرن پس از التفهیم نوشته، از آن یاد کرده است.
محمدبن مسعود زَکی غزنوی در کفایهٔ التعلیم فی صناعهٔ التنجیم، که آن را کاملاً مطابق الگوی التفهیم نوشته است، و نیز فخررازی در حدائق الانوار، از این کتاب نام برده‌اند.
مقالهٔ سوم از چهار مقاله نظامی عروضی (ص ۸۷) نیز با نقل عباراتی از التفهیم آغاز شده است.
بین بخشی از التفهیم که در بارهٔ نسبت بین اعداد است، با بخشی از میزان الحکمة عبدالرحمان خازنی نیز شباهتهایی وجود دارد، چه بسا خازنی این بخش را از التفهیم گرفته باشد.
بیش از همه، یاقوت حموی از بیرونی و التفهیم یاد کرده است؛ وی در چند باب نخست معجم البلدان، علاوه بر ذکر نام کتاب التفهیم، پاره‌هایی از آن را عیناً نقل کرده است.